# Aneplasa
Aneplasa Tucker, 1923 è un genere di ragni appartenente alla famiglia Gnaphosidae.

## Distribuzione
Le otto specie note di questo genere sono diffuse in Sudafrica, Angola e Africa orientale.

## Tassonomia
Potrebbe essere sinonimo posteriore di Nomisia Dalmas, 1921, in base a considerazioni espresse da Murphy in un suo lavoro del 2007.
Non sono stati esaminati esemplari di questo genere dal 1947.
Attualmente, ad aprile 2015, si compone di otto specie:
- Aneplasa balnearia Tucker, 1923[2] — Sudafrica
- Aneplasa borlei Lessert, 1933 — Angola
- Aneplasa facies Tucker, 1923 — Sudafrica
- Aneplasa interrogationis Tucker, 1923 — Sudafrica
- Aneplasa nigra Tucker, 1923 — Sudafrica
- Aneplasa primaris Tucker, 1923 — Sudafrica
- Aneplasa sculpturata Tucker, 1923 — Sudafrica
- Aneplasa strandi Caporiacco, 1947 — Africa orientale